# گرد دوده‌فر

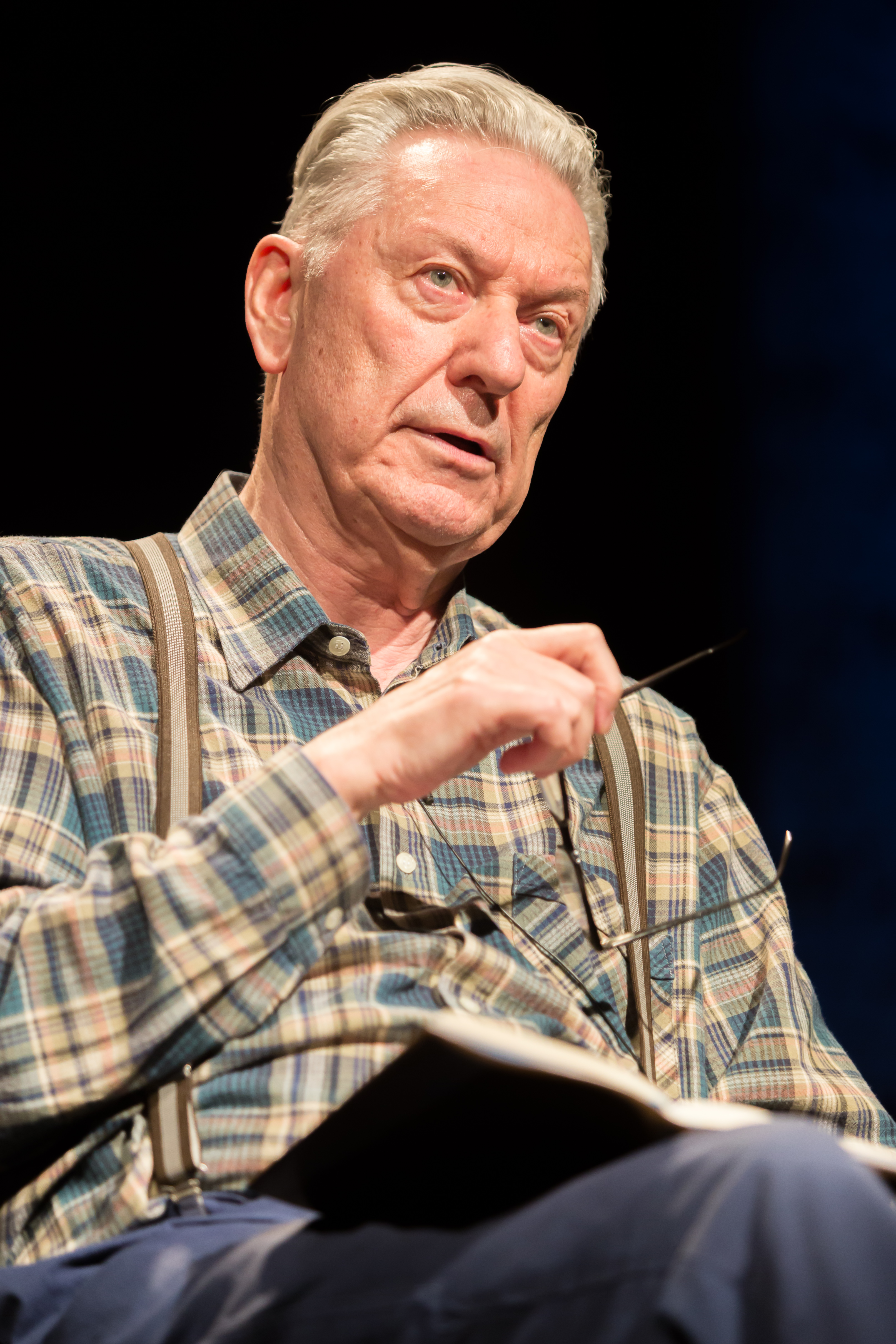
Gerd Dudenhöffer (2014)

گِرد دوده‌فر (* ۱۳. اکتبر سال ۱۹۴۹ در اوبرنبورگ آم ماین), کاباره هنرمند و نویسندهاست. معروف‌ترین مرحله و شخصیت‌های فیلم است هاینز بکر.

## زندگی
دوده‌فر مورد مطالعه گرافیک و طراحی در مونیخ و سپس مشغول به کار به عنوان یک طراح گرافیک. از سال ۱۹۷۷ او به عنوان یک کمدین است. از سال ۱۹۸۴ او در تلویزیون نشان می‌دهد بحث چنین رابطه ای به عنوان Jürgen von der Lippe شرکت میزبان (در آن زمان تحت نام خود او). سال ۱۹۸۵ برای اولین بار بود، ظاهر به عنوان هاینز بکر. پس از تور دوده‌فر با برنامه‌های خود را از طریق کل آلمان است.
سال ۱۹۹۱ بود شبیه به تلویزیون‌های سری خانواده هاینز بکراز آن در مجموع از هفت اسکادران هر کدام با شش قسمت در حال حاضر بر روی دی وی دی پدیدار شد. Dudenhöffer است که نویسنده از تمام عواقب آن است. بازیگران Hilde نقل مکان کرد و سه بار است که از استفان نقل مکان کرد و برای دو فصل است. در سال ۱۹۹۹ آمد فیلم Tach, آقای Dokter! – Der هاینس بکر-فیلم در سینما.
دوده‌فر متأهل و دارای دو فرزند است.

## مرحله برنامه
کاباره
- ۱۹۸۵: من نیاز به کد TV
- ۱۹۸۶: تغییر از مناظر
- 1987: Kischde سازمان ملل متحد Kaschde
- 1989: Blackbird, گاز زدن سهره و هاینز
- 1990: Heinz پور
- ۱۹۹۲: شما باید entschuldiche!
- ۱۹۹۴: هاینز در ماه
- ۱۹۹۶: جنگل کارشناسی ارشد با طعم
- 1998: Basta!
- ۲۰۰۳: تهی و راست!
- ۲۰۰۵: دوباره طلسم
- ۲۰۰۷: بدون Kapp... غیرقابل تصور است …
- ۲۰۰۹: جهان وطنی
- 2011: cul-de-SAC
- ۲۰۱۳: جهان در حال نزدیک شدن
- 2015: Vita. کرونیکل از یک وقفه
- 2017: Deja Vu

تئاتر
- ۲۰۰۱: خانواده هاینز بکر را نشان می‌دهد: دو به هاوایی

## فیلم و تلویزیون
فیلم
- در سال 1991 Pappa ante portas (پیشخدمت)
- 1994: Laumann هربرت Laumann (هربرت Laumann) (ARD سهم به رز طلایی از مونترو)
- در سال 1999 Tach, آقای Dokter! – Der هاینس بکر-فیلم (Heinz Becker)

سری
- ۱۹۸۴: قسمت انجیلی در این مجموعه داستان از خانه[۳]
- ۱۹۸۴–۱۹۸۹: پس isses
- ۱۹۹۲–۲۰۰۴: خانواده هاینز بکر

مستندات
- 2017: Familie هاینز بکر – ماهی قزل آلا (SWR تلویزیون)

## Discography

### آلبوم
- 1982: Saar brettl (نمونه با دو قطعه Gerd Dudenhöffer: Prof. Dr. Laber و استودیو مهمان)
- ۱۹۸۲: ۱۲ باردار geß!
- ۱۹۸۴: من می‌دانم که مه Leit
- ۱۹۸۴: شوخی
- ۱۹۸۶: من نیاز به کد TV
- ۱۹۸۷: تغییر از مناظر
- 1992: Heinz بکر
- ۱۹۹۲: ۱۰۰٪ هاینز
- ۱۹۹۴: شما تا به حال به entschuldiche
- ۱۹۹۵: هاینز در ماه
- ۱۹۹۷: جنگل کارشناسی ارشد با طعم
- 1999: Basta!
- ۲۰۰۵: صفر-و به درستی!

### آلبوم تصویری
- ۱۹۹۴: شما تا به حال یک کاباره entschuldiche ()
- ۱۹۹۶: هاینز در ماه (کاباره)
- ۱۹۹۷: جنگل کارشناسی ارشد با طعم (کاباره)
- در سال 1999 Tach, آقای Dokter! – Der هاینس بکر-فیلم (فیلم)
- ۲۰۰۴: دو تا هاوایی (کاباره)
- 2006: Familie هاینز بکر – ۲. فصل (سری)
- ۲۰۰۷: خانواده هاینز بکر – ۳. فصل (سری)
- ۲۰۰۷: خانواده هاینز بکر – ۴. فصل (سری)
- ۲۰۰۷: خانواده هاینز بکر – ۵. فصل (سری)
- ۲۰۰۷: خانواده هاینز بکر – ۶. فصل (سری)
- ۲۰۰۷: خانواده هاینز بکر – ۷. فصل (سری)
- ۲۰۰۷: خانواده هاینز بکر – در تمام سال‌های (فیلم کوتاه)
- ۲۰۰۷: خانواده هاینز بکر – ۱. فصل (سری)
- 2008: Basta! (کاباره)
- ۲۰۰۸: صفر به درستی! (کاباره)
- ۲۰۰۸: مخالفان (کاباره)

### رادیو پخش و کتاب
- ۱۹۸۸: لیون ۱ پاسخ نمی‌دهد (رادیو بازی، SR, دو-LP و CD) کارگردان: مانفرد Sexauer
- ۱۹۸۹: لیون ۲ می‌داند هیچ محدودیتی وجود ندارد (رادیو بازی، SR, دو-LP و CD) کارگردان: مانفرد Sexauer
- ۱۹۹۵: ما Keenich من داستان از بعید Saarland خاندان سلطنتی نوئل Zewe (رادیو بازی، SR, LP و CD) کارگردان: مانفرد لباس شبح وار
- ۱۹۹۵: ما Keenich دوم (رادیو بازی، SR, LP و CD) کارگردان: مانفرد لباس شبح وار
- ۱۹۹۵: ما Keenich III (رادیو بازی، SR, LP و CD) کارگردان: مانفرد لباس شبح وار
- ۲۰۰۶: سفر به Talibu (3 CD). یک روایت، صنعتگران، ارتقاء، شابک ‎۹۷۸−۳−۰۰−۰۲۰۳۲۶−۸.

## ادبیات
- ۱۹۸۴: این هاینز بکر داستان توسط گرهارد Bungertهای Gerd Dudenhöffer و Charly Lehnertبین Queißer Verlagهای ISBN 978-3-921815-52-6.
- ۱۹۸۶: "... تمام waffling!" هاینز بکر می‌گویدبا Park street press, گوجه فرنگیهای شابک ‎۹۷۸−۳−۴۹۹−۱۵۹۴۹−۷.
- 1998: Opuscula – Lyrical Gedichde (sic!), Eichborn Verlagهای ISBN 978-3-8218-3536-5.
- در سال 1999 Tach, آقای Dokter (فیلمنامه), Eichbornهای شابک ‎۹۷۸−۳−۸۲۱۸−۳۴۸۹−۴.
- 2001: Opuscula نوا (اشعار), Eichbornهای شابک ‎۹۷۸−۳−۸۲۱۸−۳۷۲۵−۳.
- ۲۰۰۵: سفر به Talibu (داستان), صنعتگران، ارتقاء، شابک ‎۹۷۸−۳−۰۰−۰۱۷۱۹۱−۸.
- 2013: Gerd Dudenhöffer می‌خواند Dudenhöffer – اشعار و داستان‌ها و متون برای خواندنهای شابک ‎۹۷۸−۳−۰۰−۰۴۳۴۱۲−۹.

## جوایز
- 1994: tele star برای بهترین سریال کمدی: خانواده هاینز بکر
- 1997: Saarland منظور از شایستگی[۴]
- 1997: Goldene اروپا از SR: موفق‌ترین سریال کمدی در ARD: خانواده هاینز بکر
- ۲۰۰۴: کمدی، جایزه: بهترین سریال کمدی: خانواده هاینز بکر
- ۲۰۰۶: صلح در قیمت برق[۵]
- ۲۰۱۵: آلمان، هنر، قیمت (جایزه افتخاری)

## چیزهای بی‌اهمیت
- در سال 1991 Dudenhöffer مهمان ظاهر به عنوان یک پیشخدمت در Loriot را فیلم Pappa ante portas.
- سال ۱۹۹۸ منتشر شده Dudenhöffer مجموعه ای از اشعار طنز با عنوان Opusculaبه دنبال Opuscula نوا در سال ۲۰۰۱.
- این قسمت از همه سری خانواده هاینز بکر شده‌است در حال اجرا برای چندین سال در اول و همچنین متفاوت ۳. برنامه‌ها در اوایل شب و در شب کریسمس.
- در کتاب منتشر شده فیلمنامه این فیلم Tach آقای Dokter هستند صحنه‌های خوانده شود نه در خود فیلم.

## فردی شواهد
1. ↑  تلویزیون نشان می‌دهد در دی وی دی: خانواده هاینز بکر
2. ↑  مورد علاقه توضیحات Gerd Dudenhöffer: عطر و گل لاله - Gerd Dudenhöffer, کمدین[پیوند مرده]
3. ↑  IMBdدیده شده در مارس 2.
4. ↑   (PDF). {{cite book}}: |format= requires |url= (help); Missing or empty |title= (help)Missing or empty |title= (help)
5. ↑  بایگانی‌شده  در [تاریخ ناموجود] توسط rhein-kreis-neuss.de [خطا: نشانی ناشناختهٔ بایگانی][Date missing], at www.rhein-kreis-neuss.de